# Viișoara (Vaslui)
Viişoara é uma comuna romena localizada no distrito de Vaslui, na região de Moldávia. A comuna possui uma área de 51.11 km² e sua população era de 2051 habitantes segundo o censo de 2007.